# 海南柄果木
海南柄果木（学名：Mischocarpus hainanensis）为无患子科柄果木属下的一个种。其种加词“hainanensis”意为“海南的”。